# 아라이 다이키
아라이 다이키(일본어: 新井 泰貴, 1997년 6월 19일~)는 일본의 축구 선수이다.

## 구단 경력
그는 2020년 J3리그의 가이나레 돗토리에 입단했다. 2022년까지 86경기에 출전하여, 4득점을 넣었다. 2023년 J2리그의 후지에다 MYFC로 이적했다. 2025년 J1리그의 알비렉스 니가타로 이적했다.